# 阿拉莫租車
阿拉莫租車（Alamo Rent A Car）隸屬於企業控股有限公司（Enterprise Holdings, Inc.）麾下，為美國一家經營汽車租賃的跨國公司。2007年8月1日企業控股購入擁有和國家租車二家子公司的先鋒租車，從此以後企業租車、阿拉莫租車和國家租車三家公司形成一個僅次於赫茲租車及安飛士巴吉集團的汽車租賃集團。
母公司企業控股公司曾在2010年被《富比世雜誌》評選為「全美前五百大私人企業」，排名第17名。

## 公司沿革及概要

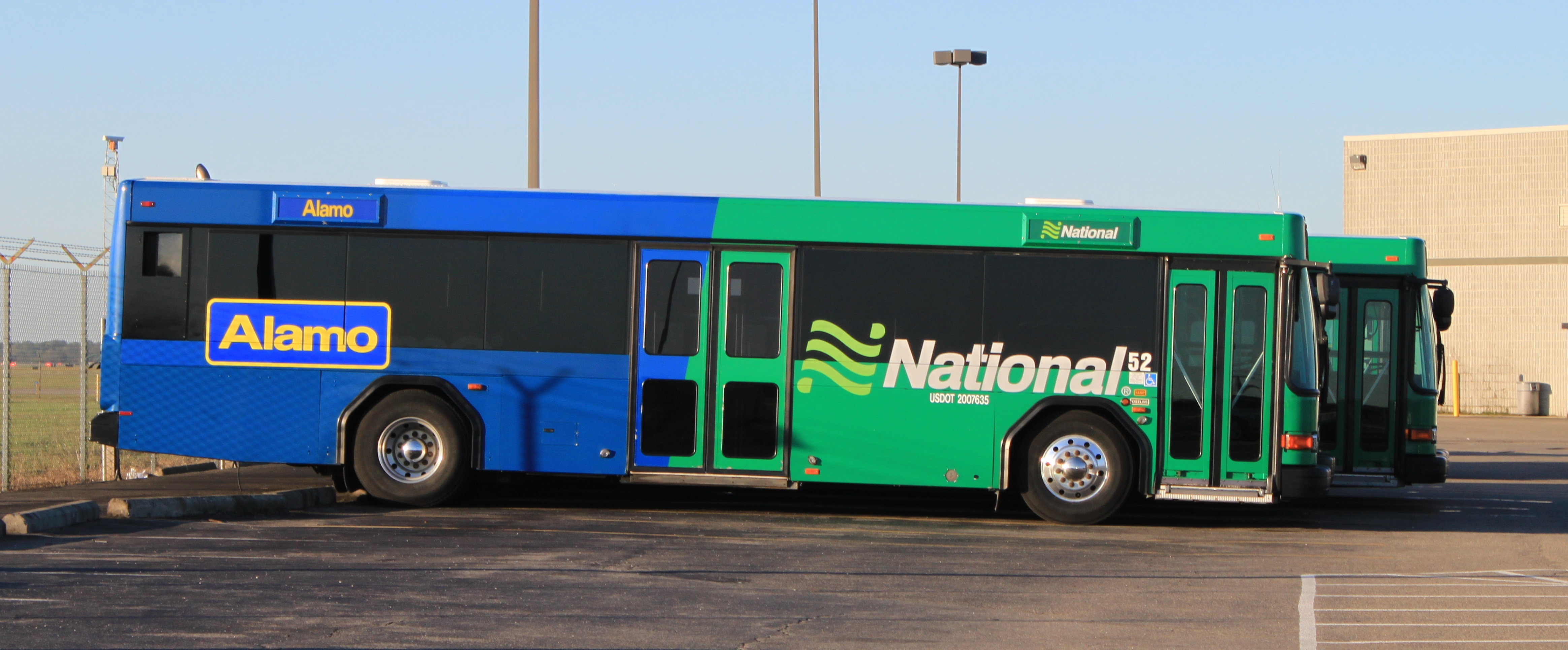
在底特律都會機場的穿梭巴士，由阿拉莫租車與國家租車共營

阿拉莫租車發跡於美國佛羅里達州勞德代爾堡，1974年成立時僅有四個營業所，但靠著低價策略著漸茁壯。1990年4月19日該公司領先業界，首創將租車保險按照保障內容區分成三個等級，以供租車者選購；1995年阿拉莫租車首創讓客戶在網站上租車下訂。
1996年11月8日美國最大的汽車零售商汽車國度（AutoNation, Inc.，：AN）以6.25億美元買下阿拉莫租車，1999年10月由於汽車國度公司欲將汽車租賃事業切割出來，阿拉莫租車、國家租車及卡天普公司（CarTemps，現已結束營業）改歸ANC租賃公司（ANC Rental Corporation）管理。可惜2001年11月13日ANC租賃公司宣布申請第11章破產保護，且在2003年變更公司名稱成先鋒租車。
2007年3月企業租車之母公司企業控股有限公司同意買入先鋒租車主要股東博龍資產管理有限公司之持股，故同年8月1日該公司遂與企業租車形成一個專營汽車租賃的集團。阿拉莫租車為華特迪士尼世界度假區與迪士尼樂園度假區的官方指定租車公司，在歐洲地區則與歐洛普卡租車組成策略聯盟夥伴。

## 投诉和批评
阿拉莫租车公司因未为轮椅用户提供足够的从/到航站楼到租车场的通道而受到批评；根据美国司法部的说法，阿拉莫成为了许多此类投诉的对象；阿拉莫就司法部提出的投诉问题与政府达成了和解协议。 华盛顿邮报报道了客户在营业时间之外归还车辆的问题；在一个实例中，一名客户在营业时间之外归还了一辆未损坏的车，但阿拉莫声称它已经被追尾，要求额外支付785美元。在租车人威胁将他们告上法庭后，阿拉莫放弃了这项索赔。 丹佛邮报的一篇报道描述了一个在圣诞节期间被困雪中的乘客，阿拉莫向他收取了每天950美元的费用，这似乎是明显的哄抬价格的例子。 今日美国的一份报告指出，租车费用的上涨，2013年平均增长了4%，导致许多租车用户转而选择乘坐出租车。 两个汽车安全倡导团体在2010年向联邦贸易委员会提出请愿，要求阻止阿拉莫的母公司Enterprise Holdings出租未修复的召回车辆。 纽约时报批评阿拉莫没有在其网站上提供有关租车保险费率的信息。

## 內部連結
- 企業租車
- 國家租車
- 先鋒租車
- 汽車租賃

## 外部連結
- （英文）官方網站